# طبل (فیلم ۲۰۱۲)
طبل 
(به تلوگویی: Damarukam) فیلمی محصول سال ۲۰۱۲ و به کارگردانی سرینیواسا ردی است. در این فیلم بازیگرانی همچون ناگاراجونا، آنوشکا شتی، پی. راوی شانکار، پراکاش راج و گانش ونکاترامن ایفای نقش کرده‌اند.